# Viola chelmea
Viola chelmea ist eine Pflanzenart aus der Gattung Veilchen (Viola) innerhalb der Familie der Veilchengewächse (Violaceae).

## Beschreibung

### Vegetative Merkmale
Viola chelmea wächst als ausdauernde krautige Pflanze und erreicht Wuchshöhen von 2,5 bis 8 Zentimetern. Sie ist stängellose (lat. acaulescent von Acaulis). Als Überdauerungsorgan bildet sie ein kurzgliedriges, verholzendes und dickliches, senkrecht in die Erde gehendes Rhizom. Sie bildet wie alle Arten der Serie Eflagellatae innerhalb der Subsektion Viola keine Stolonen (oberirdische Ausläufer). An dieser mehr oder weniger senkrecht gestellten Grundachse entwickeln sich seitlich eine größere Anzahl von ebenfalls kurzgliedrigen, kräftigen aufrechten oder aufsteigenden Ästen, die schopfartig zusammenstehen und genau wie die „Wurzelstöcke“ an ihren Enden Blattrosetten tragen.
Die in grundständigen Rosetten angeordneten Laubblätter sind in Blattstiel und -spreite gegliedert. Der Blattstiel ist mit einer Länge von 4 bis 5 Zentimetern relativ lang und bei den ausgewachsenen Laubblättern bleiben lange erhalten, so dass an älteren Pflanzenexemplaren unterhalb der neuen Laubblätter überall die langen derbfädigen Blattstielreste der vorjährigen Laubblätter zu sehen sind und den Pflanzen ein charakteristisches Aussehen verleihen. Die einfachen Blattspreiten sind bei einer Länge von 1 bis 3,5 Zentimetern sowie einer Breite von 0,5 bis 2 Zentimetern (Relation Länge/Breite: ein bis 1,5-fach) am Grund schwach herzförmig oder dreieckig breit-lanzettlich. Die Fransen der schmal-lanzettlichen Nebenblätter sind etwas kürzer als die Nebenblätter breit sind.
Blätter und Blütenstiele sind abstehend behaart; dabei ist das Indument sowohl saisonal, als auch populationsabhängig; Frühjahrsblätter sind weniger behaart als Sommerblätter und bei südgriechischen Populationen waren die Individuen auf dem Peloponnes stärker behaart als solche Euböas;

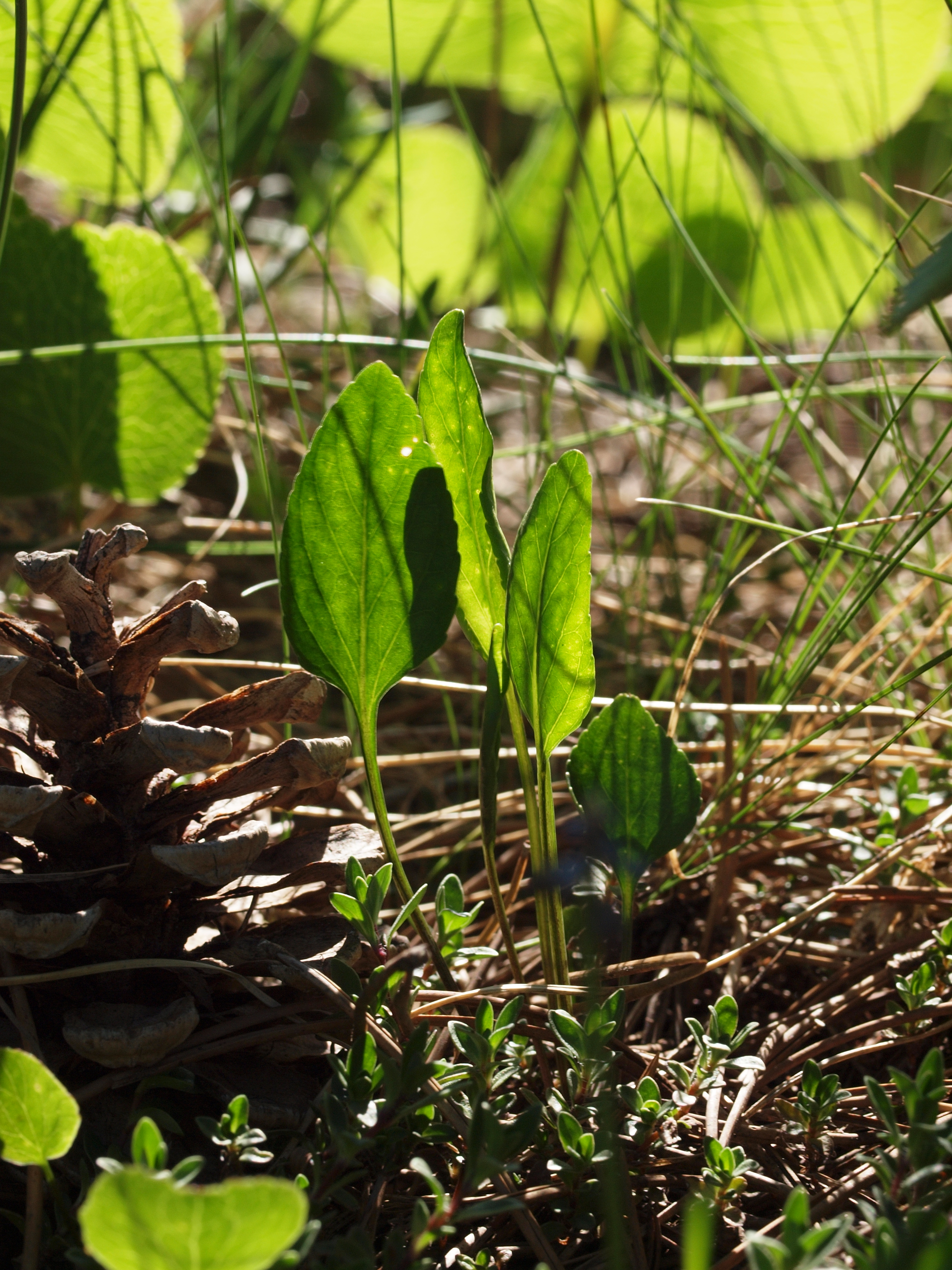
Die Blätter von Viola chelmea subsp. vratnikensis sitzen auf langen Blattstielen.
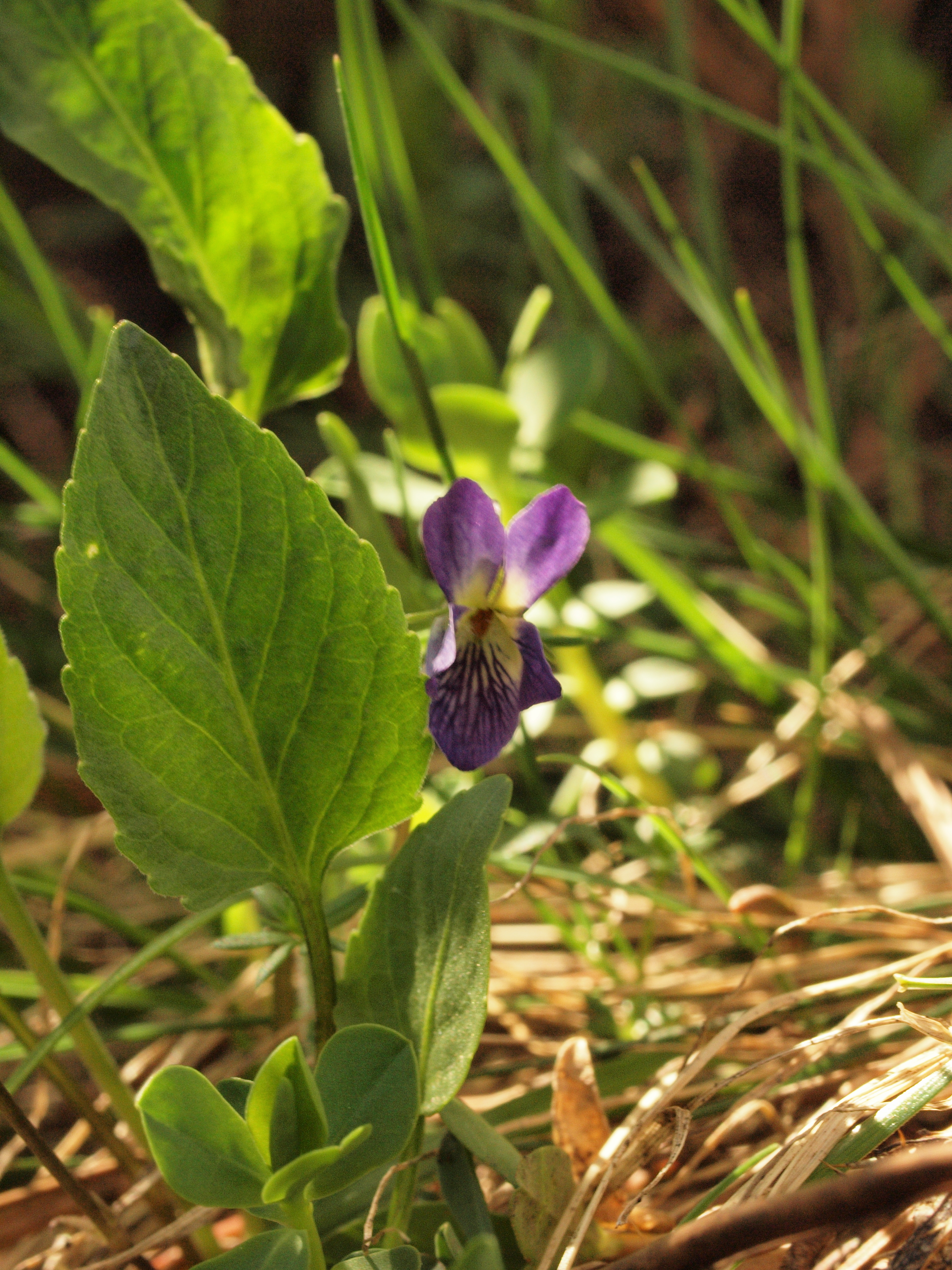
Blüte und dreieckiges Blatt

### Generative Merkmale
In den Blattachseln befinden sich 3 bis 5 Zentimeter lange Blütenstandsschäfte mit je zwei Vorblättern unterhalb von deren Mitte. Am oberen Ende der Blütenstandsschäfte befinden sich zumeist mehrere Blüten.
Die duftlose, zwittrige Blüte ist bei einer Länge von etwa 10 Millimetern zygomorph und fünfzählig mit doppelter Blütenhülle. Die Blüten besitzen einen nach oben gebogenen, 3 bis 5 Millimeter langen Sporn, welcher dunkler als die Krone ist. Die Farbgebung der Kronblätter der Blüten variiert je nach Rasse. Exemplare des Peloponnes sind violett, solche auf Euböa blass-blauviolett bis fast weiß und mit auffallender Zeichnung. Bei der Viola chelmea subsp. vratnikensis sind aus dem subadriatischen Orjen in Montenegro ebenso verschiedentliche weiße Formen häufig beobachtet worden, ebenso bei der Varietät Viola chelmea var. vilaensis in der Kučka krajina an der montenegrinischen Grenze zu Albanien. Für die Typlokalität der Viola chelmea subsp. vratnikensis im Velebit wurden dagegen violette Blüten mit undeutlicher Aderung als typisch beschrieben.
Der Griffel ist an seiner Basis schwanenhalsartig gekrümmt, am oberen Ende ohne Anhängsel und in einen kurzen, waagrecht oder mehr aufwärts gerichteten Narbenschnabel übergehend, Ovar meist kahl.
Die Fruchtstiele sind aufrecht.
Die schweren und kahlen Kapselfrüchte der kleistogamen Blüten sind niederliegend und an 2 bis 3 Zentimeter langen Stielen. Die Kapselfrüchte enthalten normalerweise nur drei bis sechs Samen mit großem Funiculus. Die in trockenem Zustand weißen Samen tragen ein deutliches ölhaltiges Elaiosom. Die Länge der Samen beträgt 2,4 bis 2,7 Millimeter, die größte Breite 1,3 bis 1,5 Millimeter.
Die Chromosomenzahl beträgt 2n = 20.

## Ökologie und Phänologie
Während der Wachstumsperiode werden zusätzlich regelmäßig kleistogame Blüten gebildet, die je nach begünstigenden Verhältnissen sich über das Jahr verteilt öffnen. Viola chelmea bildet im Frühjahr chasmogame Blüten und blüht je nach Standort von Mai bis Anfang Juni. Obwohl die Pflanzenexemplare überwiegen in Höhenlagen über 1000 Metern gefunden werden, blühen diese wie Nicolaus Bornmüller 1928 am Chelmos in Höhenlagen von 1900 bis 2200 Metern beobachtete, schon Anfang Juni ab.
Die Samen werden von Ameisen ausgebreitet, weil sie gerne den nahrhaften Anhang (Elaiosom) fressen. Die Ameisen transportieren die Samen über weite Distanzen und verhelfen so Viola chelmea mit zu ihrer Ausbreitung.

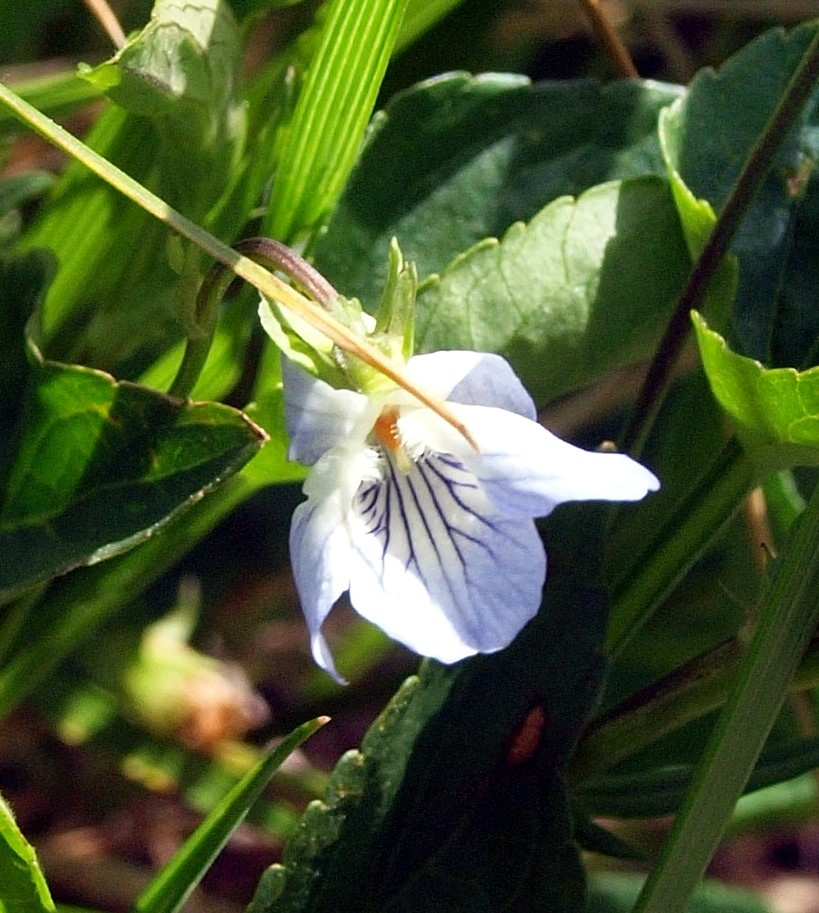
Die Blüte ist an den Seitenwänden bebärtet. Potentielle Bestäuger werden durch die Markierungen zum Nektar im Sporn geführt.
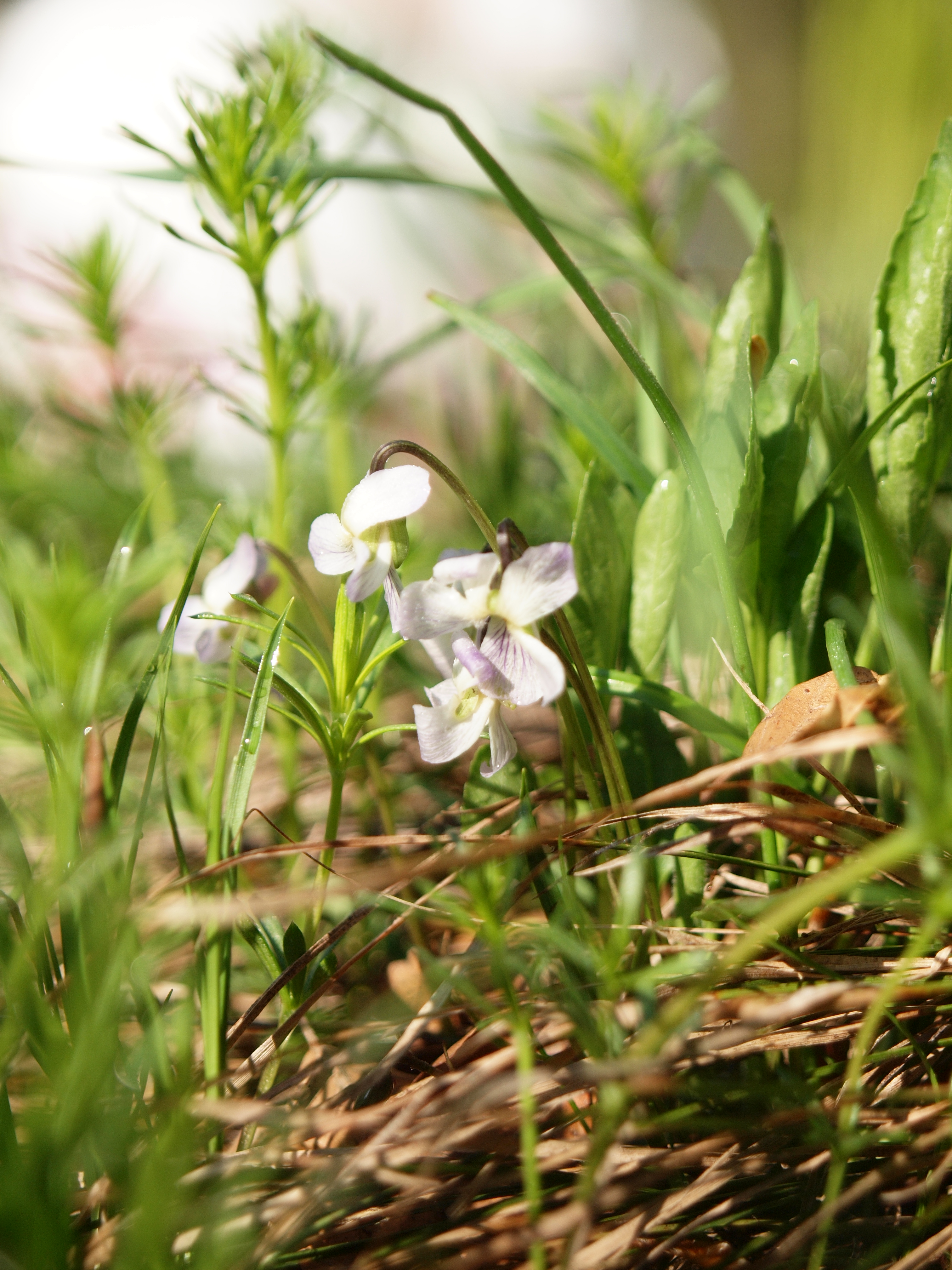
Weiß-violette Form (Viola chelmea subsp. vratnikensis)
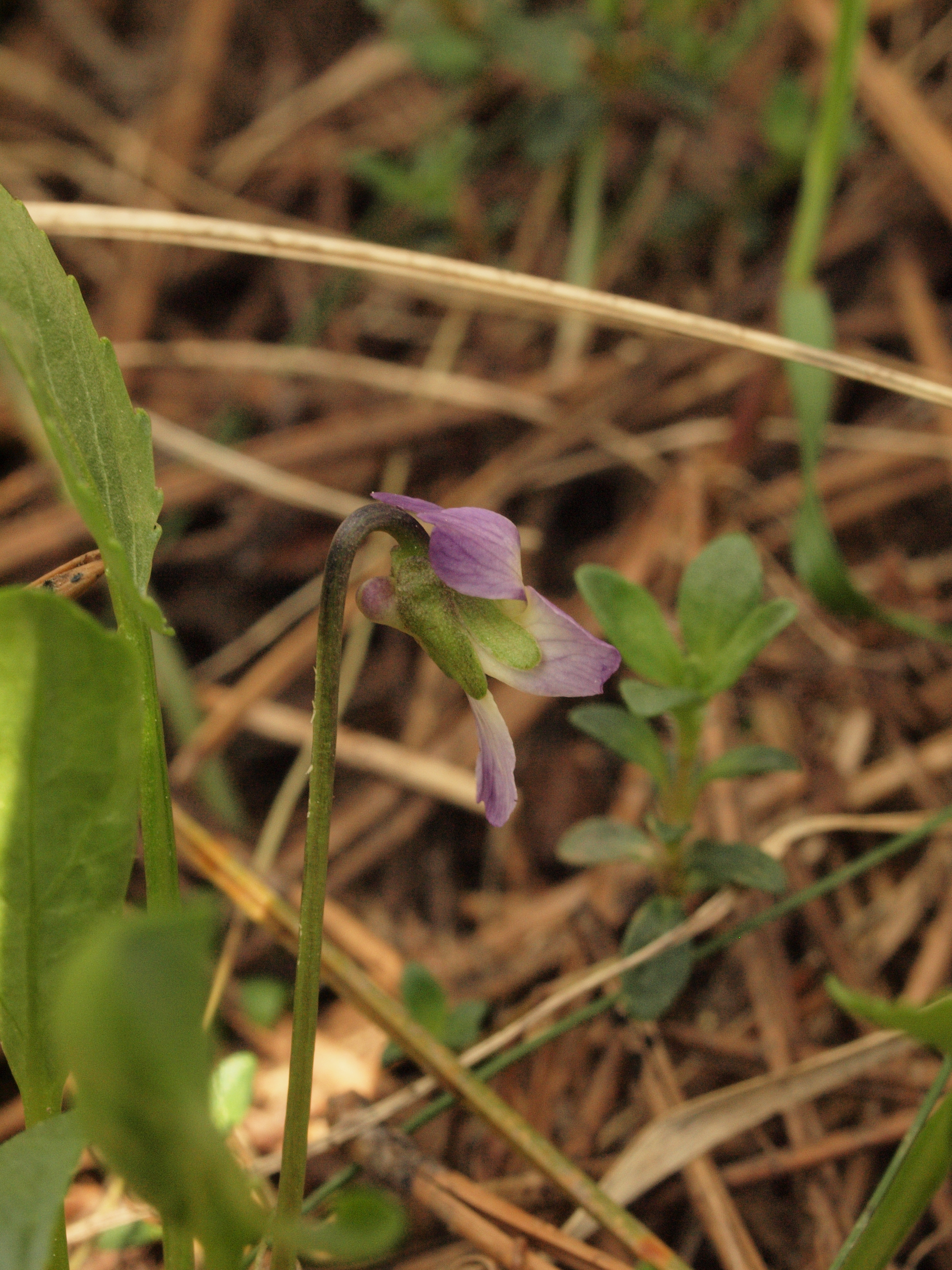
Sporn
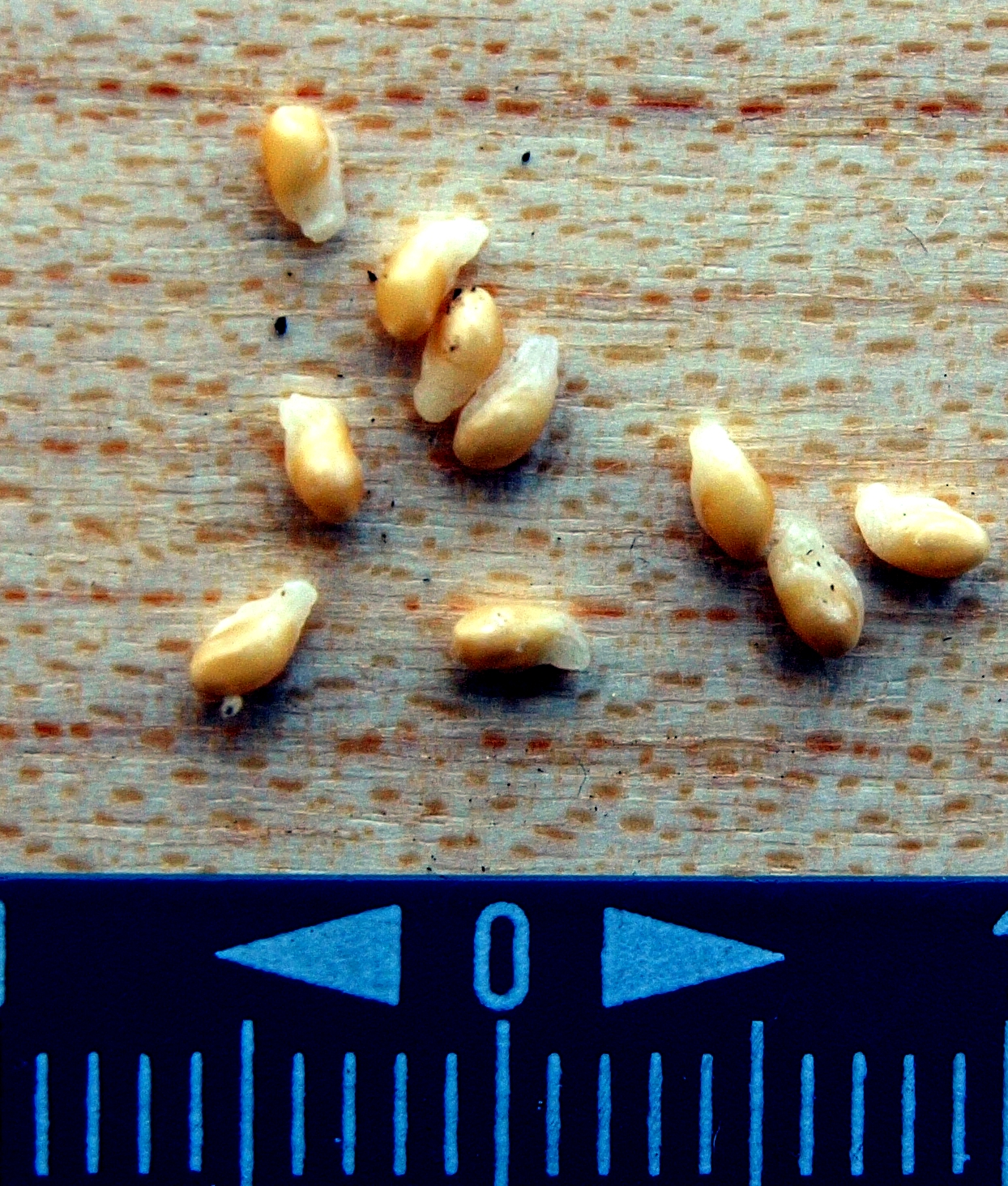
Viola chelmea-Diasporen bestehen aus hartschaligen Samen und angehefteten Elaiosomen.

## Vorkommen

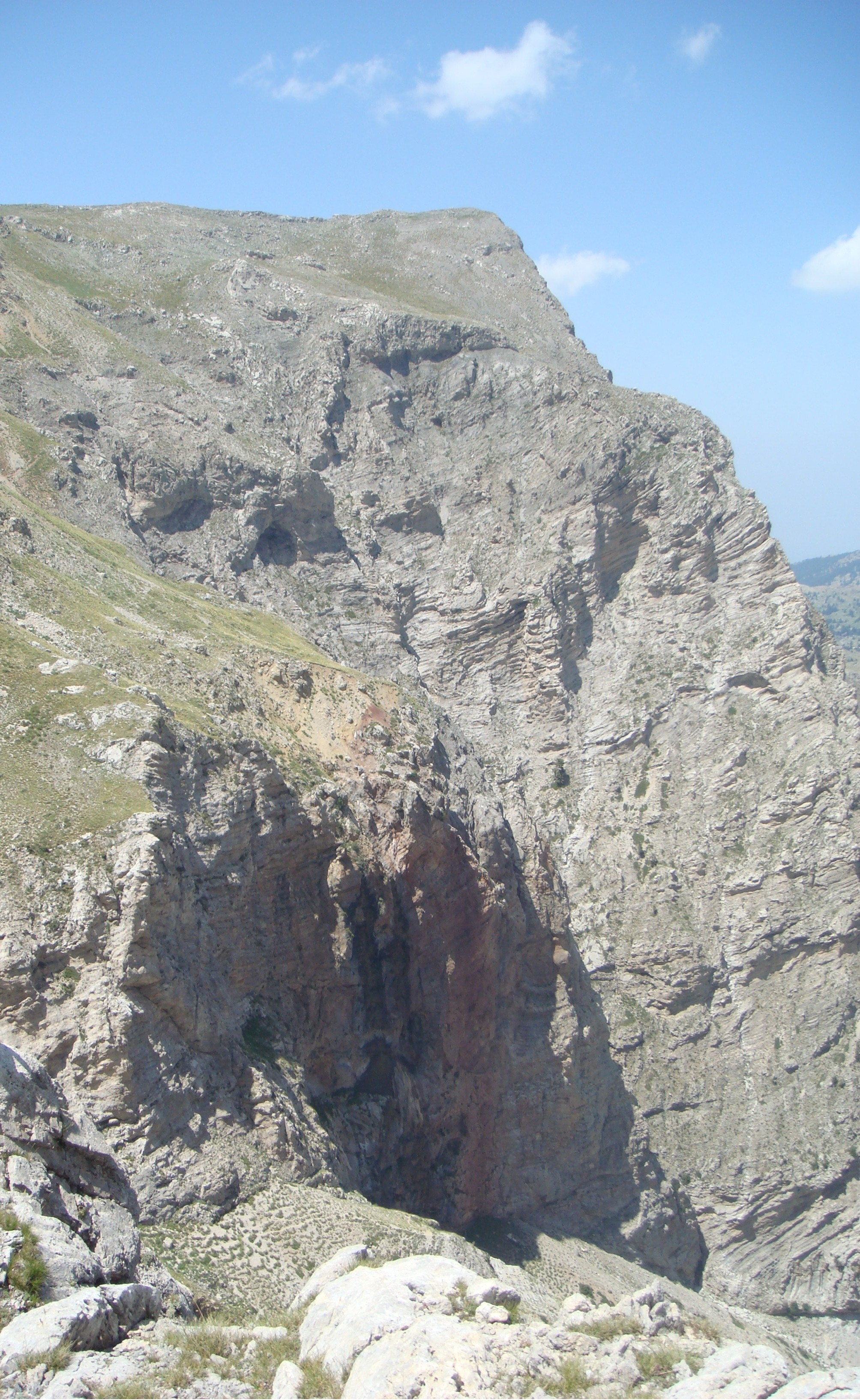
Der Chelmos mit dem Styx-Wasserfall

Viola chelmea ist eine reliktische Gebirgspflanze der baumfreien Zonen mediterranener Gebirge Südosteuropas, die über ein auf einzelne Gebirgsgruppen zersplittertes Areal von Griechenland, Albanien, Nordmazedonien, Montenegro, Bosnien und Herzegowina bis Kroatien verbreitet ist. Viola chelmea ist in ihrem Habitat an Trockenklimate und -standorte angepasst und unterscheidet sich dadurch von allen anderen europäischen Veilchenarten der Sektion Viola. Als eine der morphologisch ursprünglicheren Arten wird sie damit als einziger europäischer Vertreter zur Gruppe der sogenannten Lignosae Becker gestellt. Als Besonderheit innerhalb der Gattung zeigen die einzelnen endemischen Arten der Lignosae unter den Eurasischen Veilchen eine auch insgesamt sehr geringe Variabilität. Aufgrund ihrer Seltenheit ist sie in ihrer Taxonomie, sowie ihren morphologischen und ökologischen Eigenschaften dennoch ungenügend erforscht.
Die Art Viola chelmea ist unregelmäßig, jedoch ziemlich großflächig verbreitet. Ihr südosteuropäisches Areal (Viola chelmea subsp. chelmea) umfasst Teile des Pindus-Gebirges, den Peloponnes und entfernt von der Ostküste Festland-Griechenlands stärker isoliert die Insel Euböa, sowie mit der Subspezies vratnikensis die mehr oder weniger küstennahen Dinarischen Gebirge zwischen Kroatien und Nordalbanien. Nach Osten hin sind mittlerweile auch Populationen in Makedonien (Jablanica) aufgesammelt worden.
Viola chelmea wächst als tief wurzelnde Lichtpflanze auf Schuttablagerungen oder steinigen Hängen in Karstgebirgen des Westbalkans. Typischerweise ist sie Oro-Mediterran oberhalb des Kiefer-TrockenOffenwaldes von Schlangenhaut-Kiefer und Schwarz-Kiefer, sowie solchen der Griechischen Tanne verbreitet.
Sie besiedelt besonnte Gerölle und Kalk-Trockenrasen in Höhenlagen von 1400 bis 2200 Metern zumeist in Nähe von Schneegruben oder auch im lichten Schatten von Jungkiefern.
Fundorte an ihrer nördlichen Verbreitungsgrenze in Kroatien liegen dabei deutlich niedriger und wurden Höhenlagen von 500 bis 700 Metern angegeben.
Die Nominatform kommt in Griechenland dagegen in Höhenlagen von 1300 bis 2200 Metern zumeist nur häufiger oberhalb der Waldgrenze vor.
Bevorzugt werden nährstoffarme- und basenreiche kalkhaltige Rendzinen (Rendzic Leptosol nach Normen der World Reference Base) und Felsstandorte. In der Alto-Mediterranen Sufe ist sie jedoch auch in Zungenbecken ehemaliger pleistozäner Gletscher verbreitet. Hier sind die Standorte auf tieferen wie feuchteren Kalk-Braunerden (Chromic Luvic Cambisol), artenreicher (Oro)Alti-Mediterraner Matten mit langer Schneedecke.
Insgesamt wird die Art Viola chelmea in den größeren Höhenlagen der Kalkgebirge nur vereinzelt aber regelmäßig angetroffen, ist aber insbesondere an der nördlichen Verbreitungsgrenze im Velebit sehr selten. Bezüglich ihrer Vergesellschaftung hat die Art Viola chelmea eine breite ökologische Amplitude. Neben reinen Felsstandorten auf Rohhumusböden in der sie als Pionierpflanze in Karren auftritt, ist sie an steileren Hängern und Graten der oberen Baumgrenze mit Primula elatior und Muscari botryoides sowie Betonica alopecuros vergesellschaftet. In Fettwiesen tritt sie mit Betonica serotina auf.

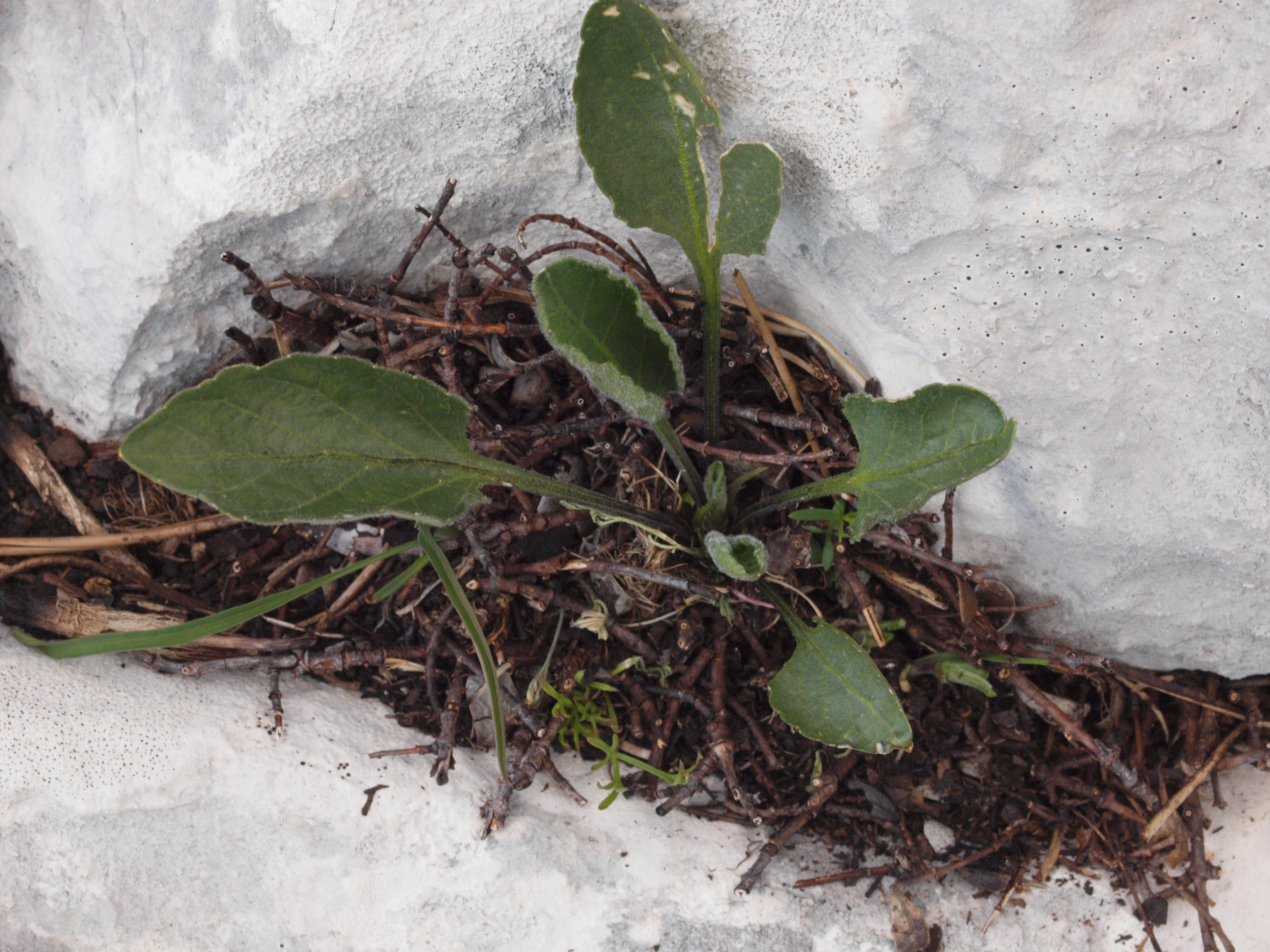
Karstiger Felsstandort in Karre; die Art ist hier als Pionierpflanze von Initialböden auf Rohhumus einzustufen.
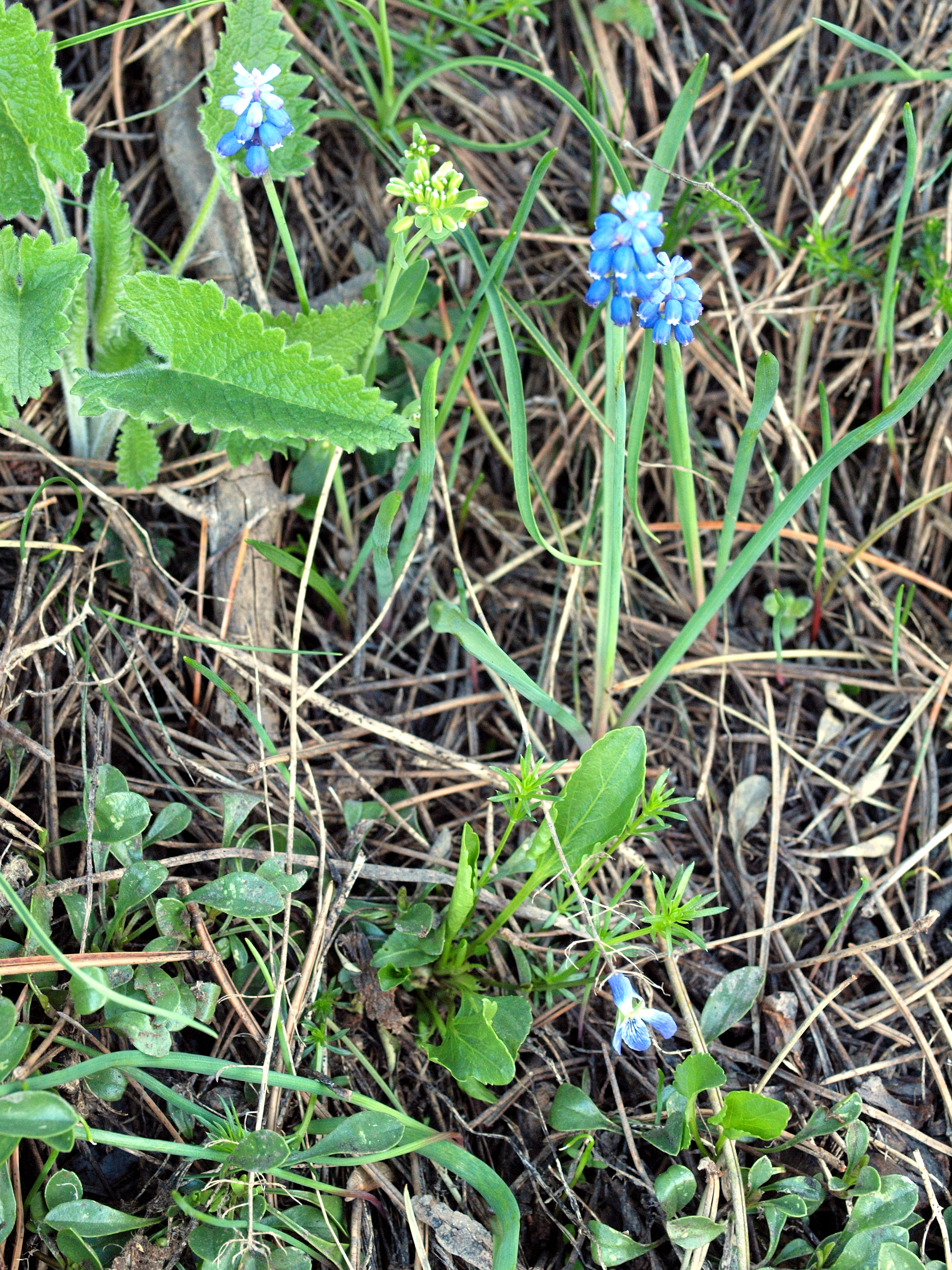
Oro-mediterraner Standort von Viola chelmea in der Schlangenhaut-Kiefer-Stufe mit Betonica alopecuros und Muscari botryoides
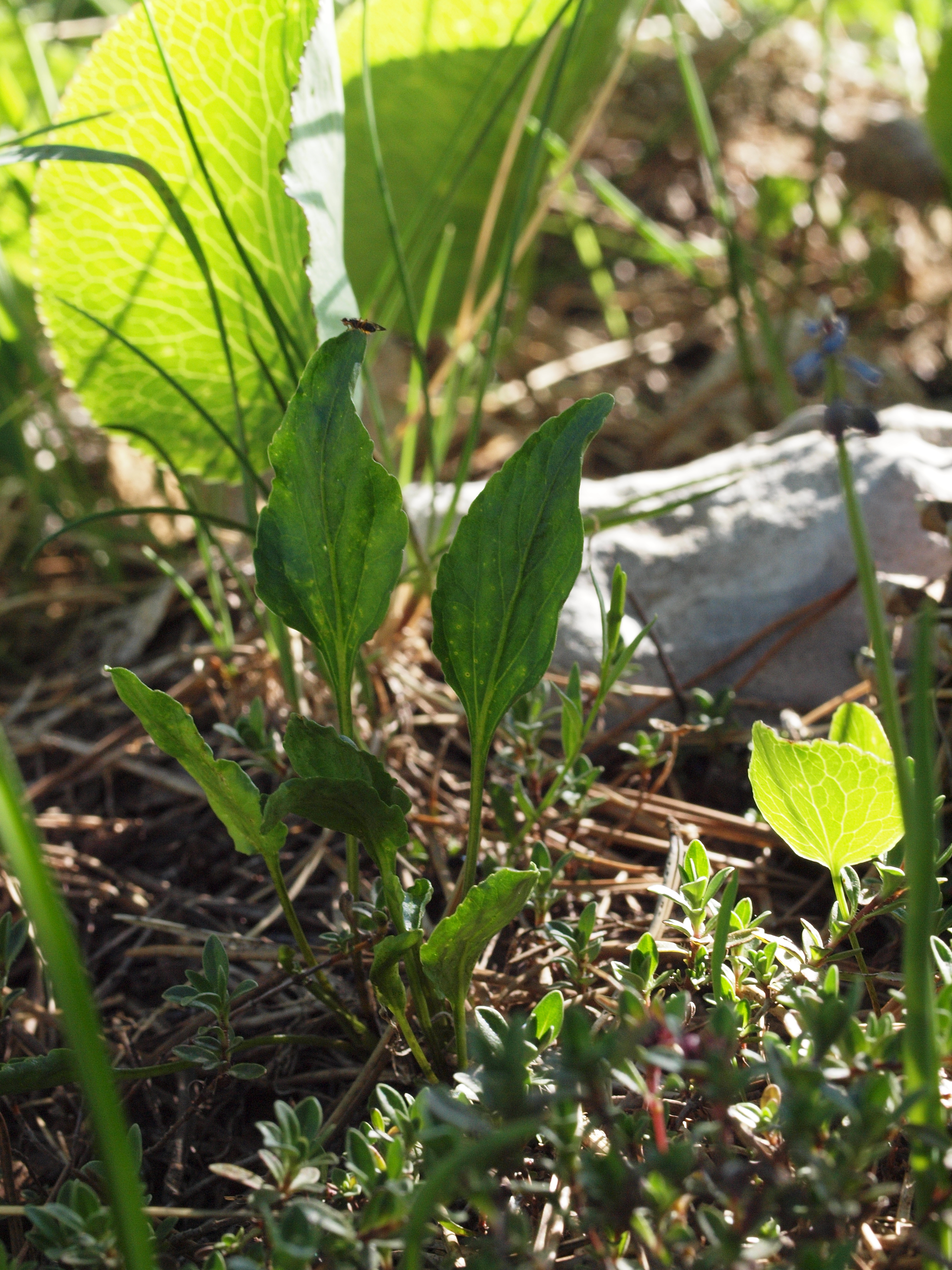
Hier ist neben Viola chelmea Ranunculus thora häufig
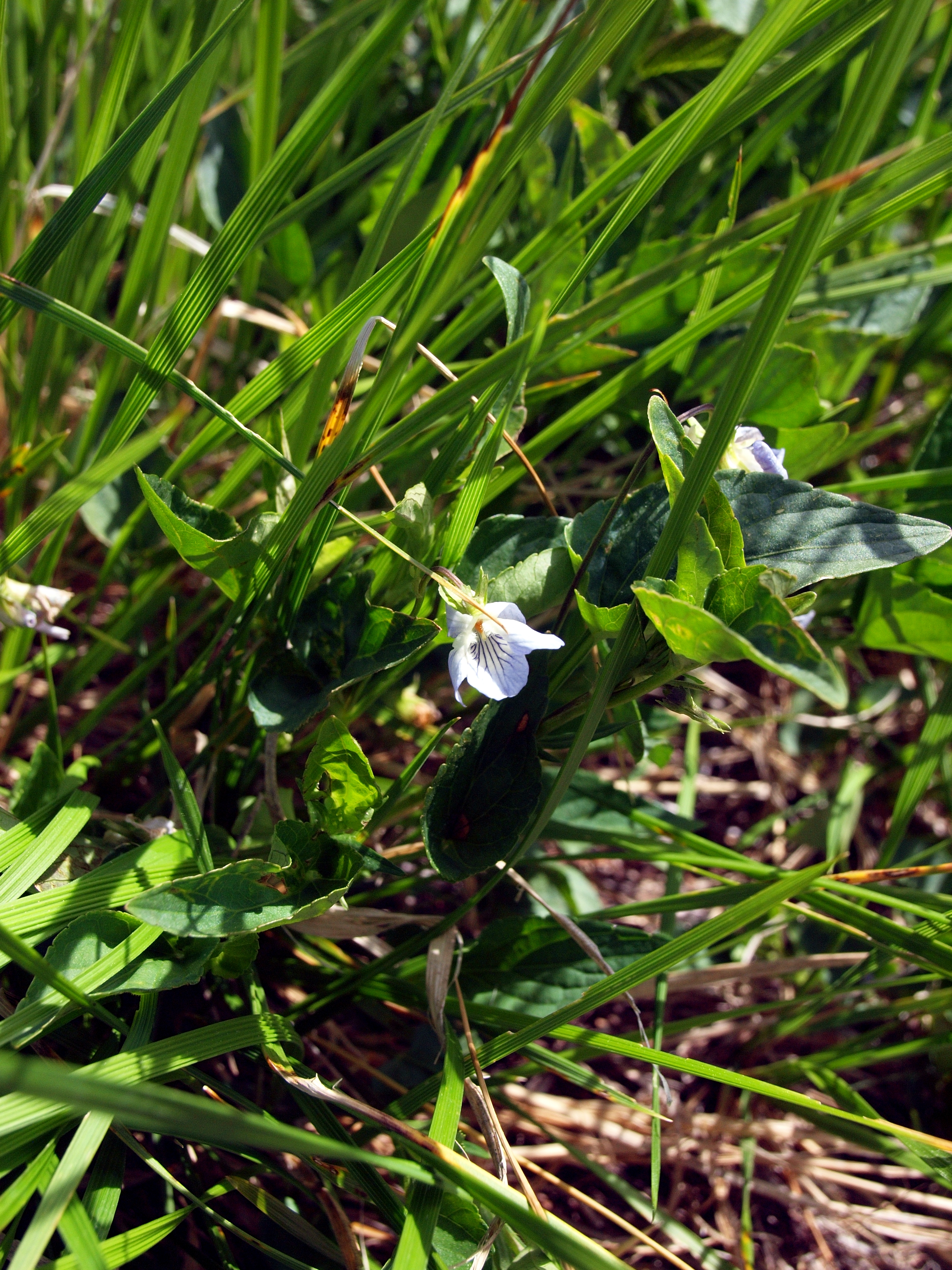
Auf der Fettwiese des Borovi do auf der Bijela gora ist sie in alpinen Rasengesellschaften mit Betonica seotina ssp. verbreitet.

### Evolution und Vorkommen

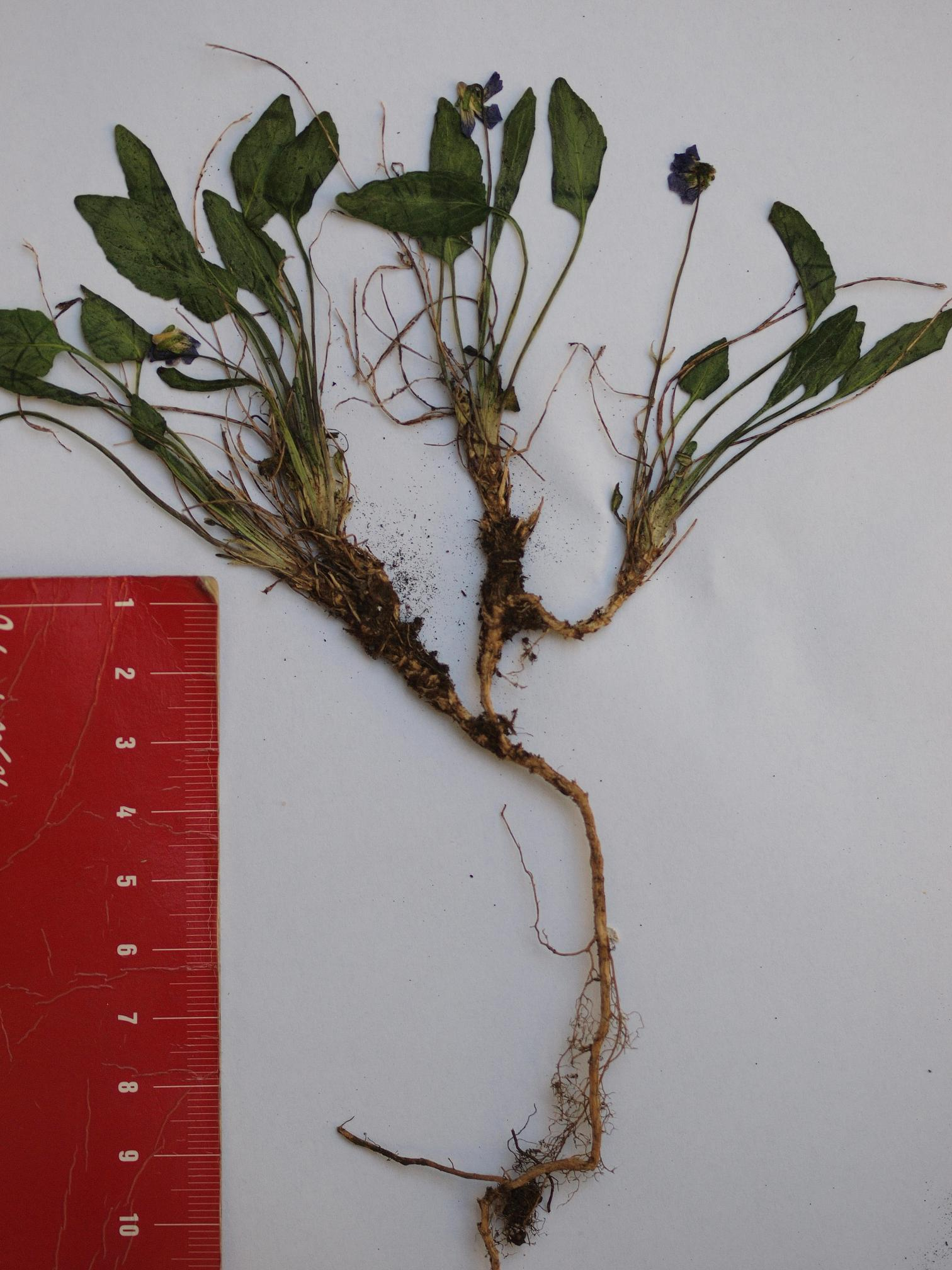
Herbarbeleg mit Rhizom aus dem Orjen-Gebirge. Neben dem Blütentrieb sind zwei unterirdische Triebe ausgebildet. Dadurch kann die Pflanze auch wenig gefestigte Standorte auf Grobschotter besiedeln.

Die beobachtete Variation von Allozymen sowie morphologische Unterschiede bei Untersuchungen von einzelnen Populationen der griechischen Nominatform (Viola chelmea subsp. chelmea) zeigten sowohl morphologisch als auch allozymatisch bemerkenswerte Individualität. Darüber hinaus zeigten die Daten der von Thomas Marcussen (2003) untersuchten Populationen vom Chelmos, Kyllini und Euböa (Dirphys), dass die Unterschiede mit der geographischen Isolation korreliert sind. Er interpretierte die Daten dahingehend, dass diese Variation eine Konsequenz der geographischen Restriktion auf Gebirgshabitate sei. Eine evolutionäre Rassenbildung durch Arealfragmentierung kann demnach durch die Ausprägung von kleistogamer Inzucht gefördert werden, in der sich über wenige Jahrtausende durch andauernde genetische Drift Verluste der ursprünglichen genetischen Variation ergeben haben. Eine mutmaßliche Differenzierung der Einzelpopulationen postuliert Marcussen für die postglaziale Epoche nach dem letzten glazialen Höchststand im Würm. Durch die Absenkung der Höhenverbreitung waren in der Würmeiszeit Gebirgshabitate weniger fragmentiert, dadurch bildeten die Areale von Gebirgspflanzen zusammenhängende Territorien, während die jetzige Situation der Verbreitung von Viola chelmea in reliktischen Gebirgsstandorten einer Ausprägung von Lokalrassen weiter begünstigt.
Ökologisch ist Viola chelmea ein Besiedler von Schutt und Steinfluren der oromediterranen Stufe und kommt im nördlichen Teilareal auch in Schlangenhaut-Kiefer- sowie lichten Tannen- und Fichtenwäldern, im südlichen Teilareal in Wäldern der Griechischen Tanne vor. Anpassungen an das mediterrane Klima sind durch Fehlen von Ausläufern, kleinen Habitus und verholzenden kräftigen Wurzelstock in Form eines tief reichenden Rhizom gegeben. Sie kann damit auch Rendzinen und Initial- oder Rohböden besiedeln.
Samenbildung findet bei Viola chelmea nicht nur über sexuellen Weg statt, Viola chelmea bildet regelmäßig auch kleistogame Blüten, die in späteren Wachstumsperioden auftreten. Chasmogame Blüten werden nur zu Beginn der Vegetationsperiode gebildet. Die Kapseln der kleistogamen Blüten sind niederliegend und können sogar im Boden verbleiben. Es handelt sich hierbei um nicht explosive Kapseln. Für die Samenverbreitung ist Myrmekochorie charakteristisch.
Dafür fehlen in der Gruppe aber immer Mechanismen der Verbreitung durch Ausläufer, wie sie viele andere Veilchengruppen zeigen.
Mit den anderen Arten der subsekt. Viola mit Ausnahme der Viola odorata-Gruppe ist Viola chelmea ein Element der meridional - submeridionalen Gebirgsvegetation. Die Erhaltung der Blattrosette während des Winters der subsekt. Viola kann als ein für mediterrane Elemente charakteristischer Wuchs verstanden werden. Allgemein ist Viola chelmea zwar eine mesophylle Gebirgspflanze, die sich auf konkurrenzarmen Standorten verbreitet, sie hat jedoch durch die Kleinwüchsigkeit, die Größe der keilförmigen Blätter, einen teilverholzenden verzweigten Stamm und dem Fehlen von Stolos auffallende Anpassungen an Trockenperioden entwickelt. Unterirdische Verzweigungen kommen jedoch vor, bei denen keine Wurzeln gebildet werden. Damit besiedelt sie auch Schotterflächen im Gebirge. Diese kurzen aufsteigenden Triebe unterhalb der Blattrosette können sich in nachfolgenden Jahren zu Blütentrieben, die sich neben dem Muttertrieb entwickeln oder ihn, falls er abstirbt, ersetzen. Die basalen Achsenabschnitte sind zudem schwach verholzt.

## Systematik

### Botanische Geschichte
Benannt wurde Viola chelmea nach dem Chelmos-Gebirge im Norden des Peloponnes. Heldreich hatte Pflanzenexemplare 1848 oberhalb des Styx-Wasserfalls auf 7000 Fuß (etwa 2200 Meter) erstmals gefunden.

### Typus
Der Typus von Viola chelmea subsp. chelmea wurde am 29. Juli 1848 auf dem Peloponnes von Theodor von Heldreich (Heldreich no, 2153) am Chelmos (rare in regione nivali supra fontem Stygis, 7000) gesammelt. Den Originalprotolog dieser Art erstellten Pierre Edmond Boissier und Theodor Heinrich von Heldreich 1854 in Diagnoses Plantarum Orientalium novarum. Lipsiae, Serie 2, Band 1, S. 54.
Wilhelm Becker belegte Viola chelmea 1910 aus einer Aufsammlung Günther Beck von Mannagetta und Lerchenau (16. Juni 1894) auch für den Velež in der Herzegowina (Montenegro! sic). Árpád Degen fand am 10. Juli 1906 Viola chelmea ebenfalls auf dem Orjen in Montenegro, hielt diese jedoch zuerst zu Viola prenja Beck zugehörig. Nachdem F. Dobiasch 1909 eine ebensolche am Vratnik-Pass im Velebit-Gebirge oberhalb von Senj gefunden hatte, revidierten Degen und Julius Gayer die in Kroatien und Montenegro (damals noch zu Dalmatien) gesammelten Violen und stellten sie als Unterart vratnikensis Viola chelmea zu. Als Typusbeleg der Viola chelmea subsp. vratnikensis wurde das von Dobiasch in Kroatien gesammelte Exemplar genommen. Für eine Aufsammlung Dörflers an der montenegrinisch-albanischen Grenze im Prokletije stellte August von Hayek schließlich noch das überflüssige Viola vilaensis auf.

## Systematik

### Unterarten und Varietäten

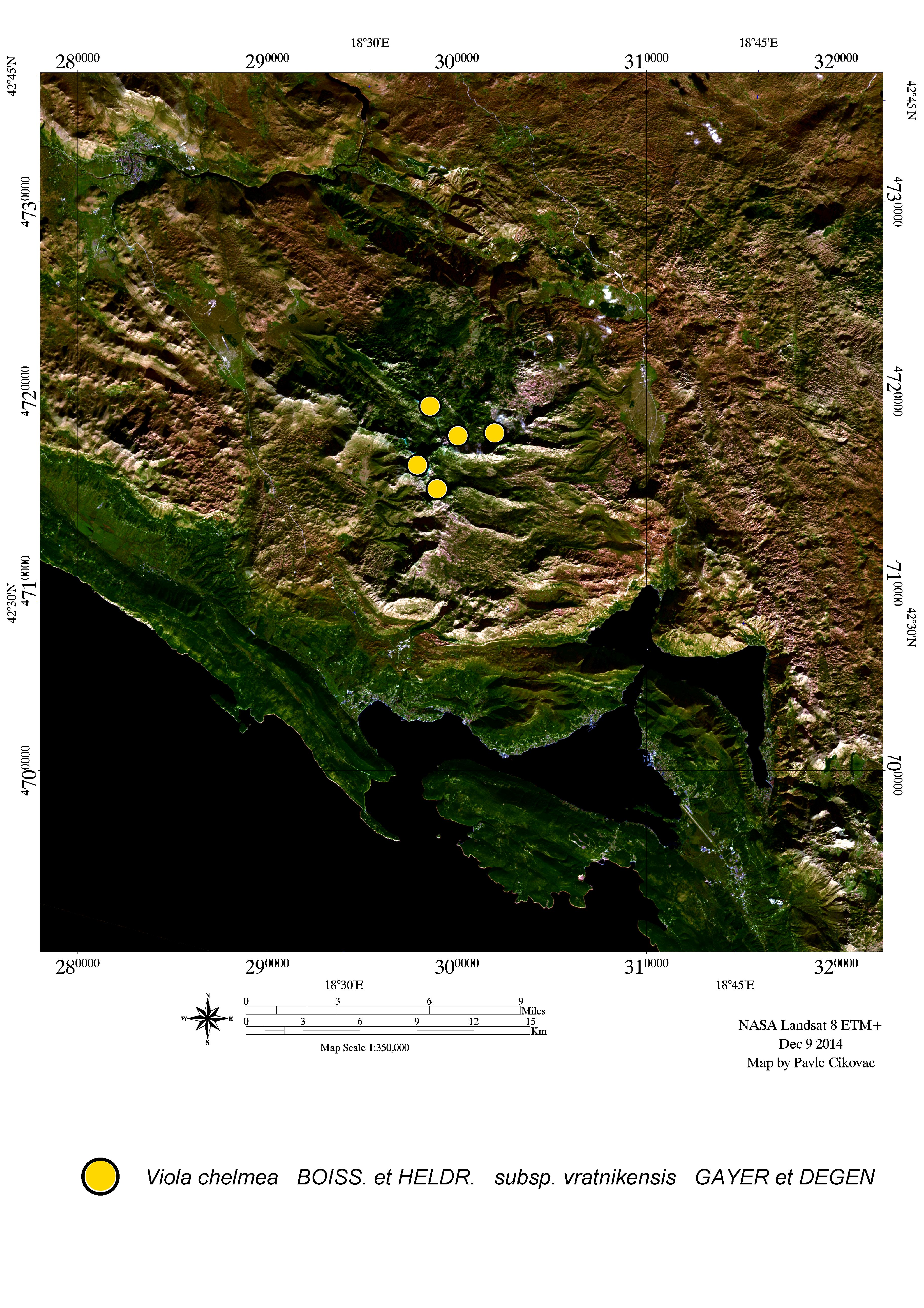
Verbreitungskarte im subadriatischen Orjen (Viola chelmea subsp. vratnikensis)

Die taxonomische Abgrenzung der endemischen zur Sektion Efflagelatae Becker gehörenden Viola chelmea ist noch unsicher. Nach Auffassung des letzten Jahrhunderts ist die Art Viola chelmea in zwei Unterarten über die Balkanhalbinsel verbreitet:
- Viola chelmea Boiss. & Heldr. subsp. chelmea
- Viola chelmea subsp. vratnikensis Gáyer et Degen

Dabei kommt die Nominatform Viola chelmea subsp. chelmea nur im Pindos in Griechenland, auf Euböa sowie auf dem Peloponnes, die Viola chelmea subsp. vratnikensis zwischen dem Velebit und der Galičica vor. Zur Unterscheidung der Unterarten dienen lediglich die Länge der Fransen (Cilien) der Nebenblätter (Stipeln). Dabei hat die Viola chelmea subsp. vratnikensis längere, fein gefranste Cilien. Die Blütenfarbe der Nominatform (Viola chelmea subsp. chelmea) und Viola chelmea subsp. vratnikensis wird als blaublassviolett mit nur undeutlicher Aderung angegeben. In der von Trinajstić (1975) vorgenommene Anhebung der Viola chelmea subsp. vratnikensis zur Art Viola dinarica wurden gleichzeitig zwei Unterarten - Viola chelmea subsp. dinarica, Viola chelmea subsp. vilaensis unterschieden. Für die Unterart Viola chelmea subsp. dinarica sind violette Blüten ohne Aderung als diagnostisches Merkmal angegeben. Für die Unterart Viola chelmea subsp. vilaensis aus Montenegro (Orjen, Prokletije) blassviolette und auch weißblütige Exemplare mit deutlichere Aderung.

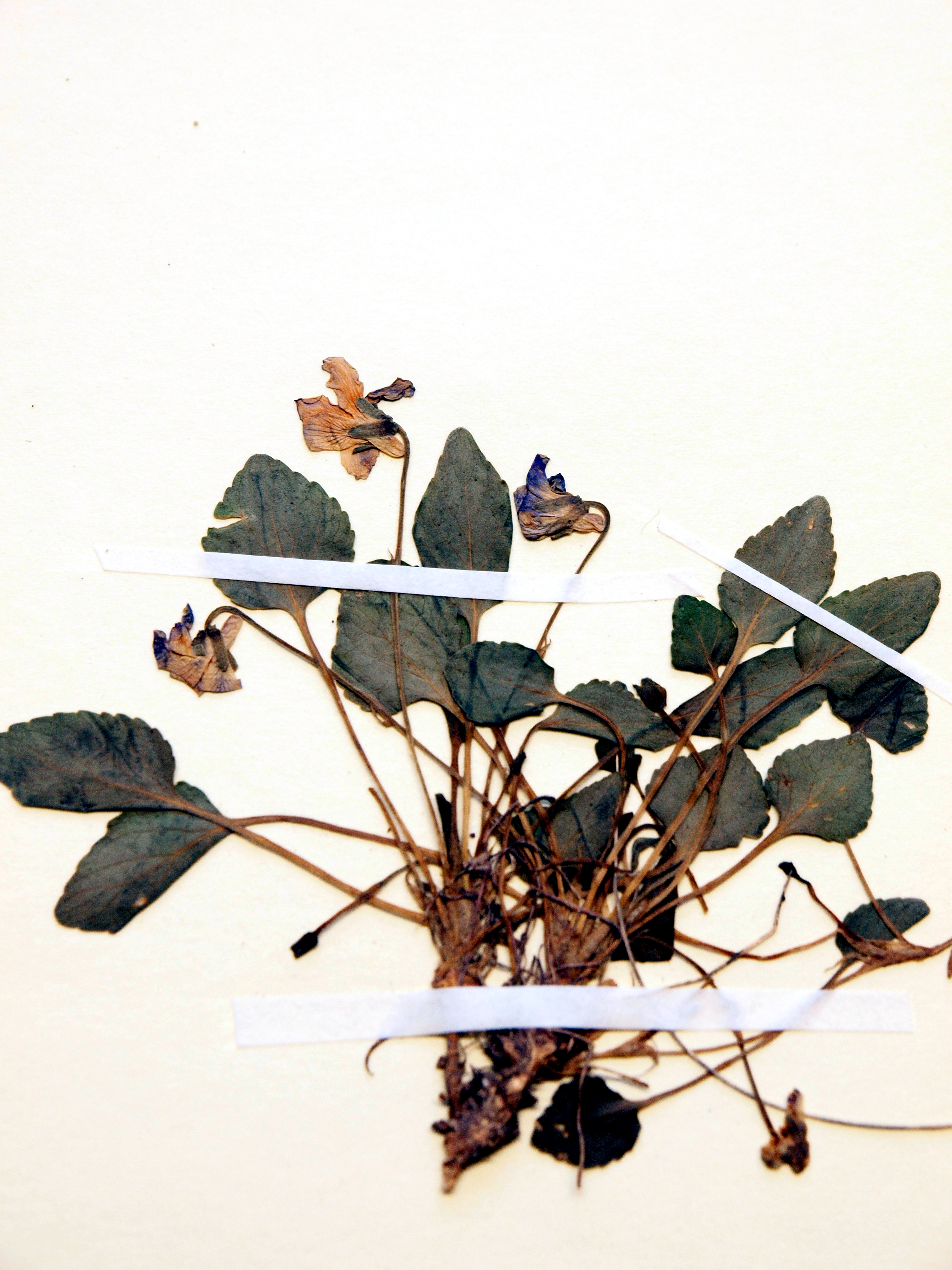
Topotypus der Nominatform vom Chelmos durch Wolfgang Lippert (20. Juni 1986)
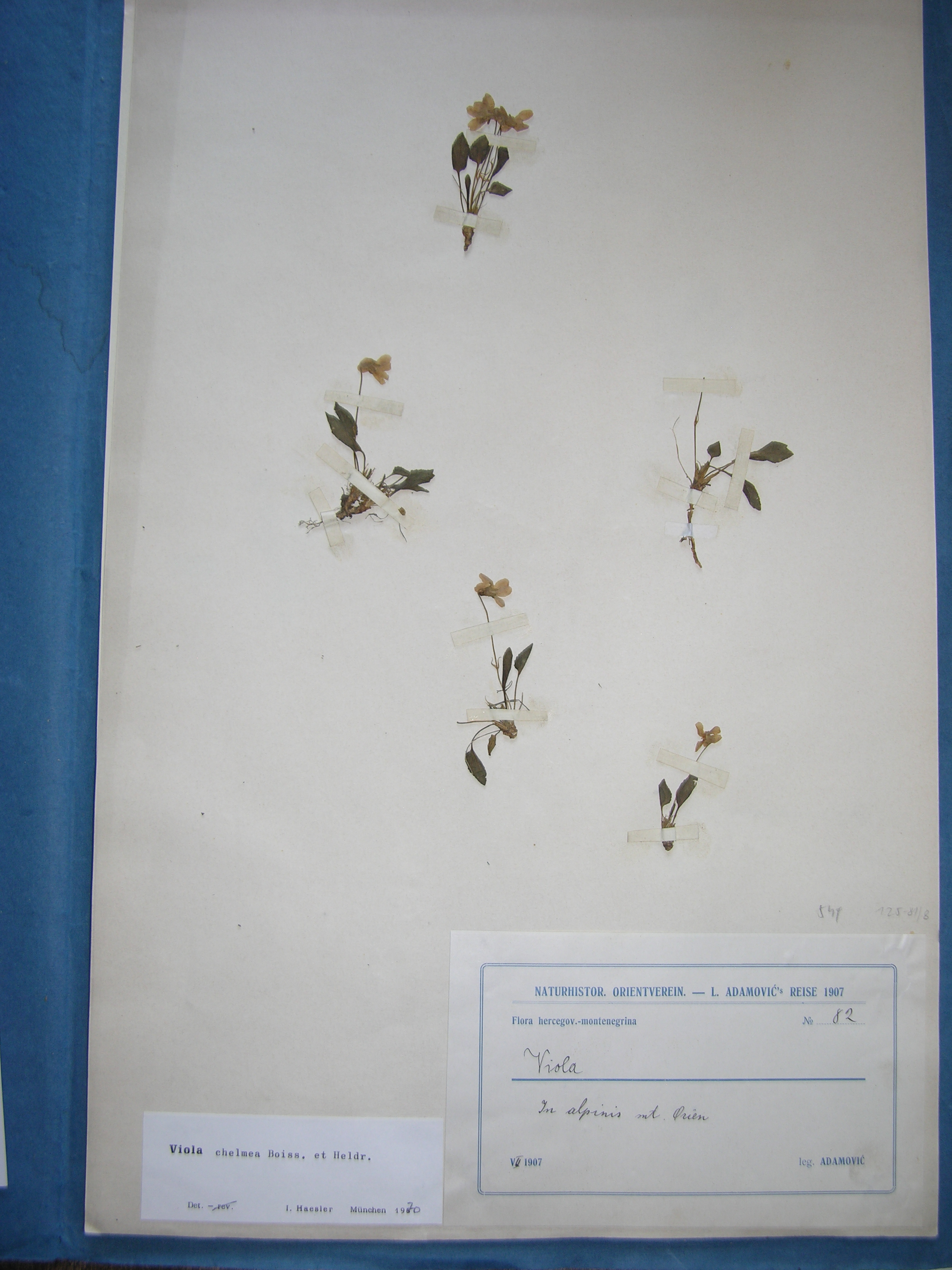
Beleg Viola chelmea ssp. vratnikensis am Orjen durch Lujo Adamović (Juli 1907)
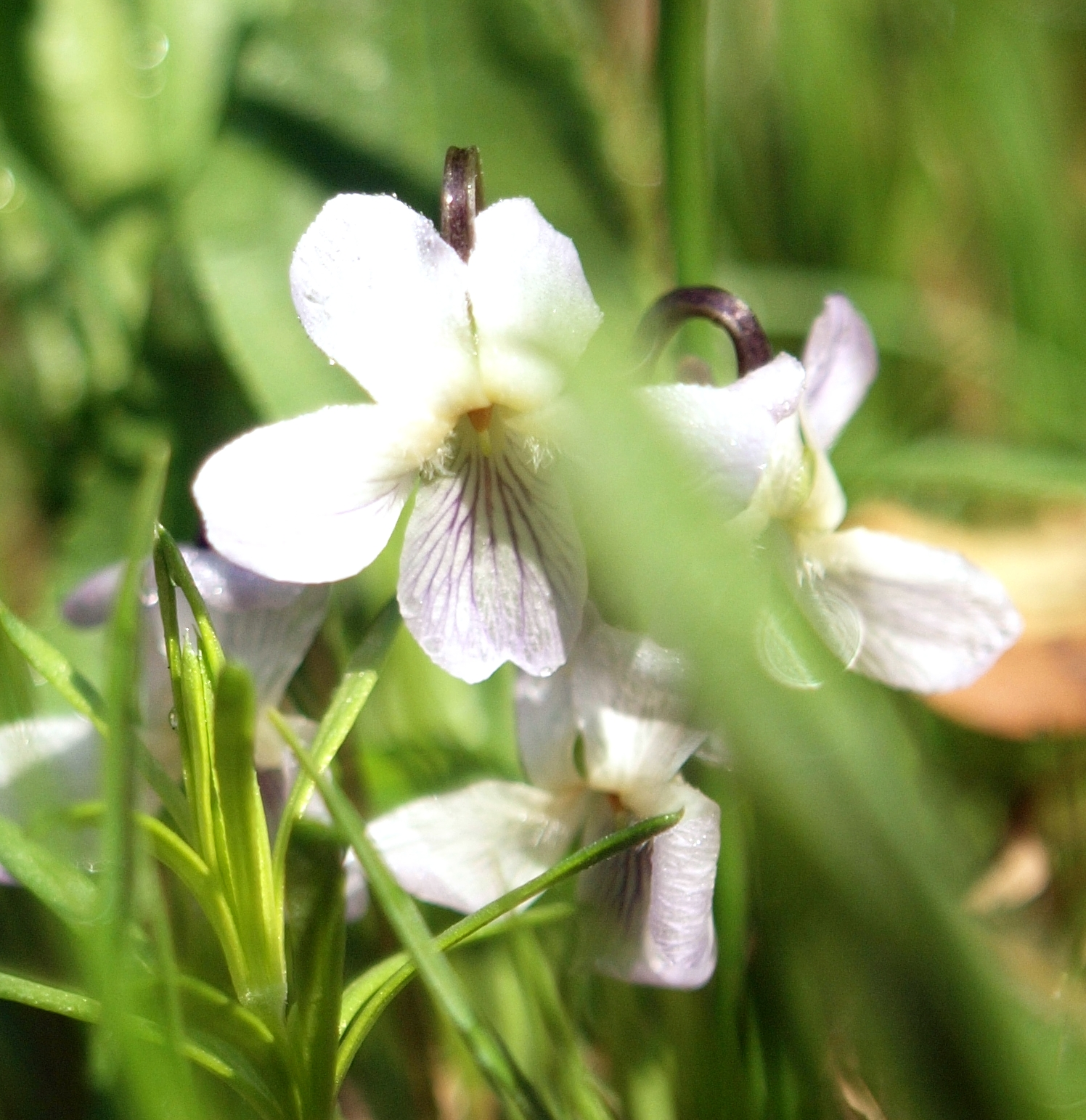
Weiße Varietät (ssp. vratnikensis), Bijela gora - Orjen Gebirge
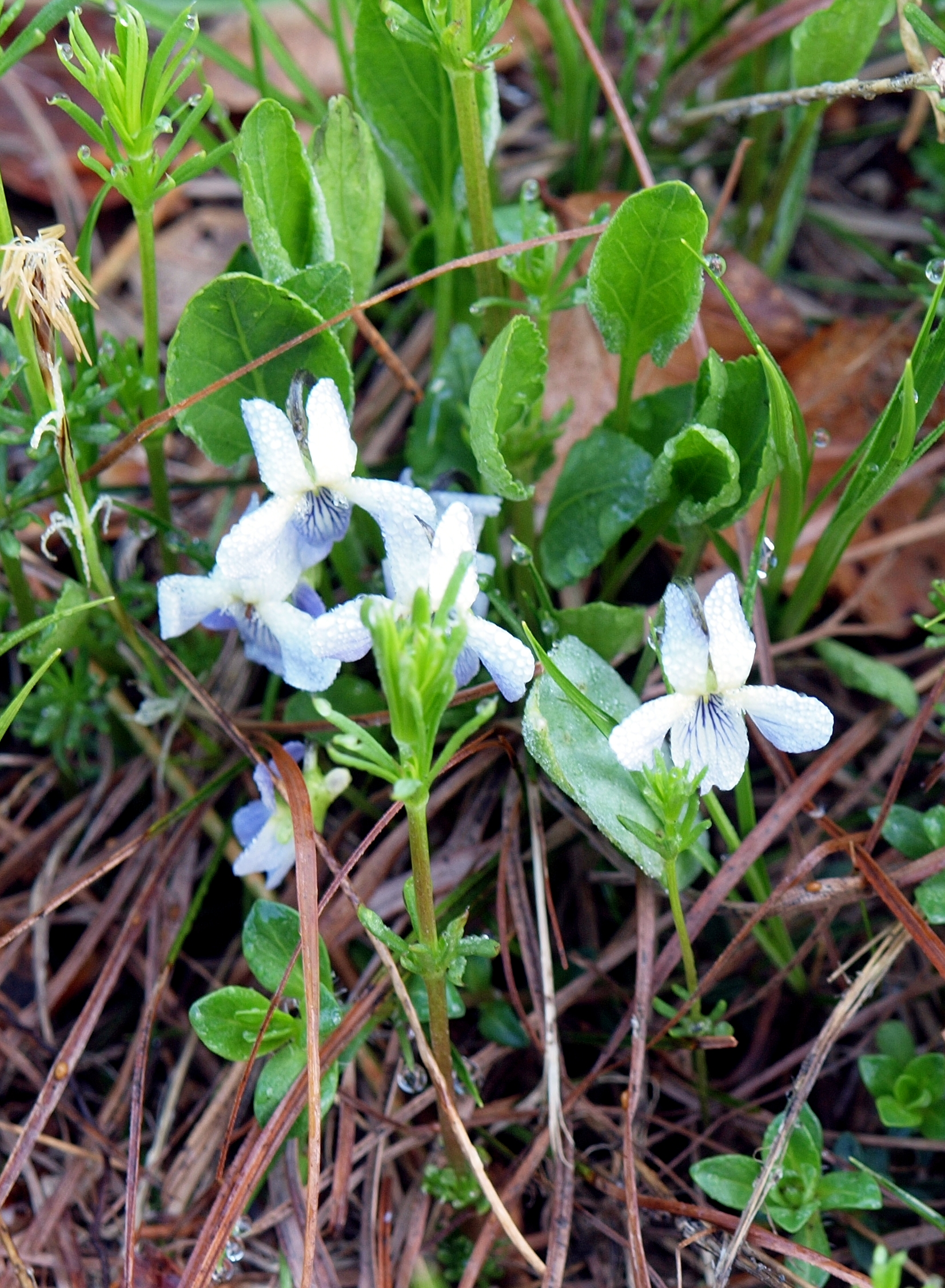
Weißblütige Exemplare sind immer dunkel geadert und kommen bei ssp. vratnikensis Gyer et Degen wie der Varietät vilaensis Hayek vor

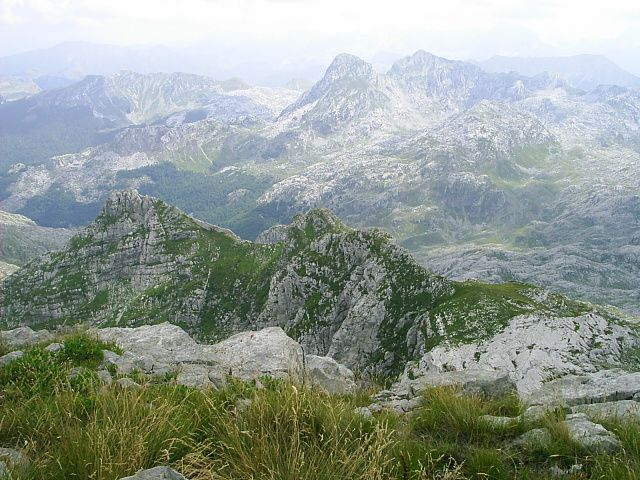
Locus classicus der Varietät vilaensis, auf dem Berg Vila in der Kučka krajina am Rikavac-See (Rikavačko jezero)

Als hochalpine Varietät wurde Viola vilaensis Hayek aus dem NW-Prokletije in der Nähe des Rikavčko jezeros in der Kučka krajina unterhalb des Gipfels der Vila (2093 m) beschrieben. Sie wird in der Flora Europaea zu Viola chelmea gestellt. Bei dieser sind die Nebenblätter an der Spitze leicht behaart, häufiger sind auch weißblütige neben den blauhellvioletten Exemplaren beobachtet worden. Sie hat zudem nach Hayek beiderseits keine fein papillösen, meist deutlicher herzförmige Blätter, und auch kleinere Blüten. Insgesamt sind die wenigen morphologischen Unterschiede jedoch ohne große taxonomische Bedeutung. In der Flora Europaea wird sie 1968 daher als Variante der Nominatform geführt, für die nur die leicht behaarten Stipeln an der Spitze als einziges Unterscheidungsmerkmal aufgeführt sind.

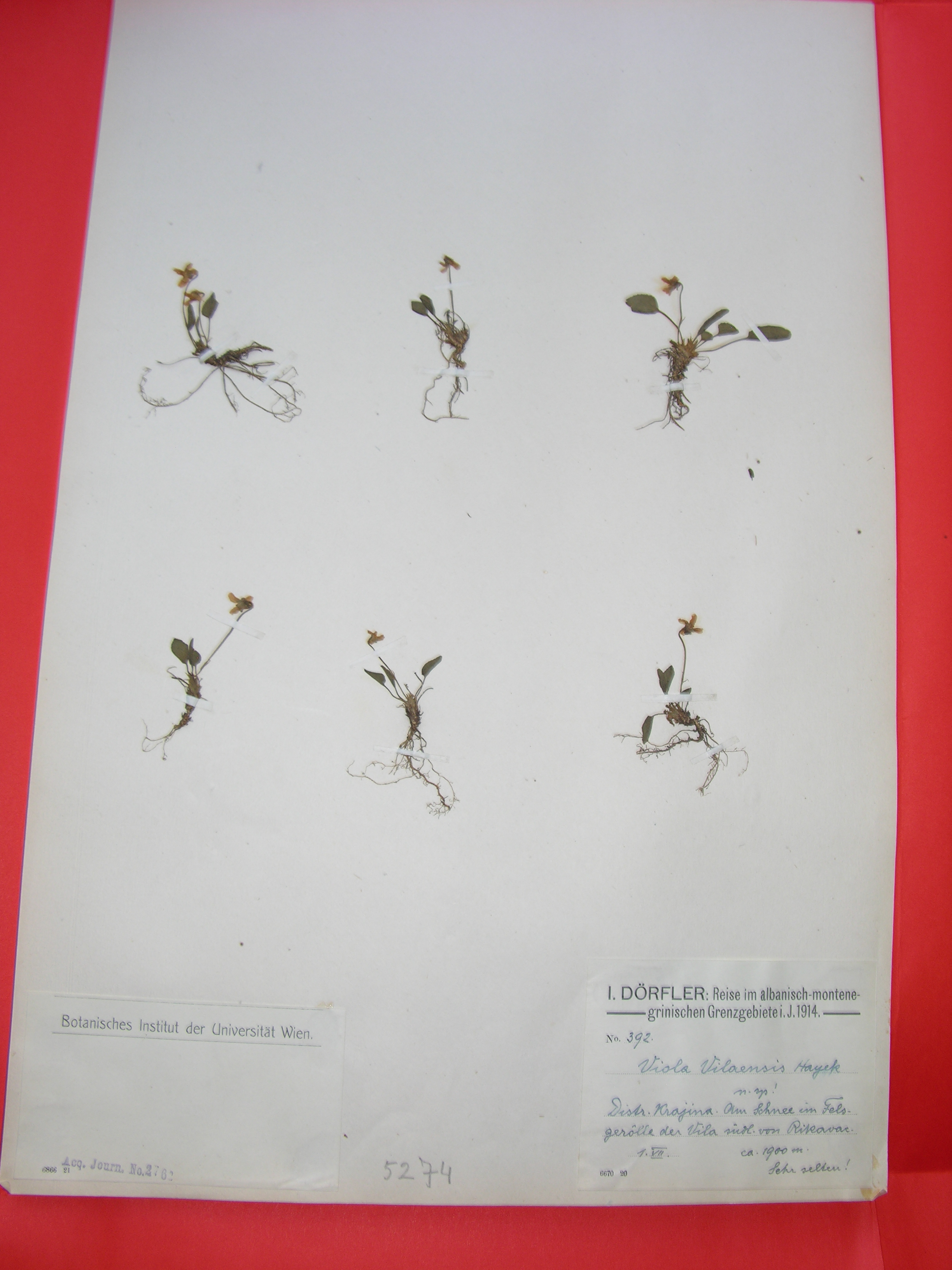
Typus Viola vilaensis Hayek. Von Ignaz Dörfler 1914 an der Grenze von Montenegro und Albanien gesammelt (Herbarium WU – Wien Biologische Universität)
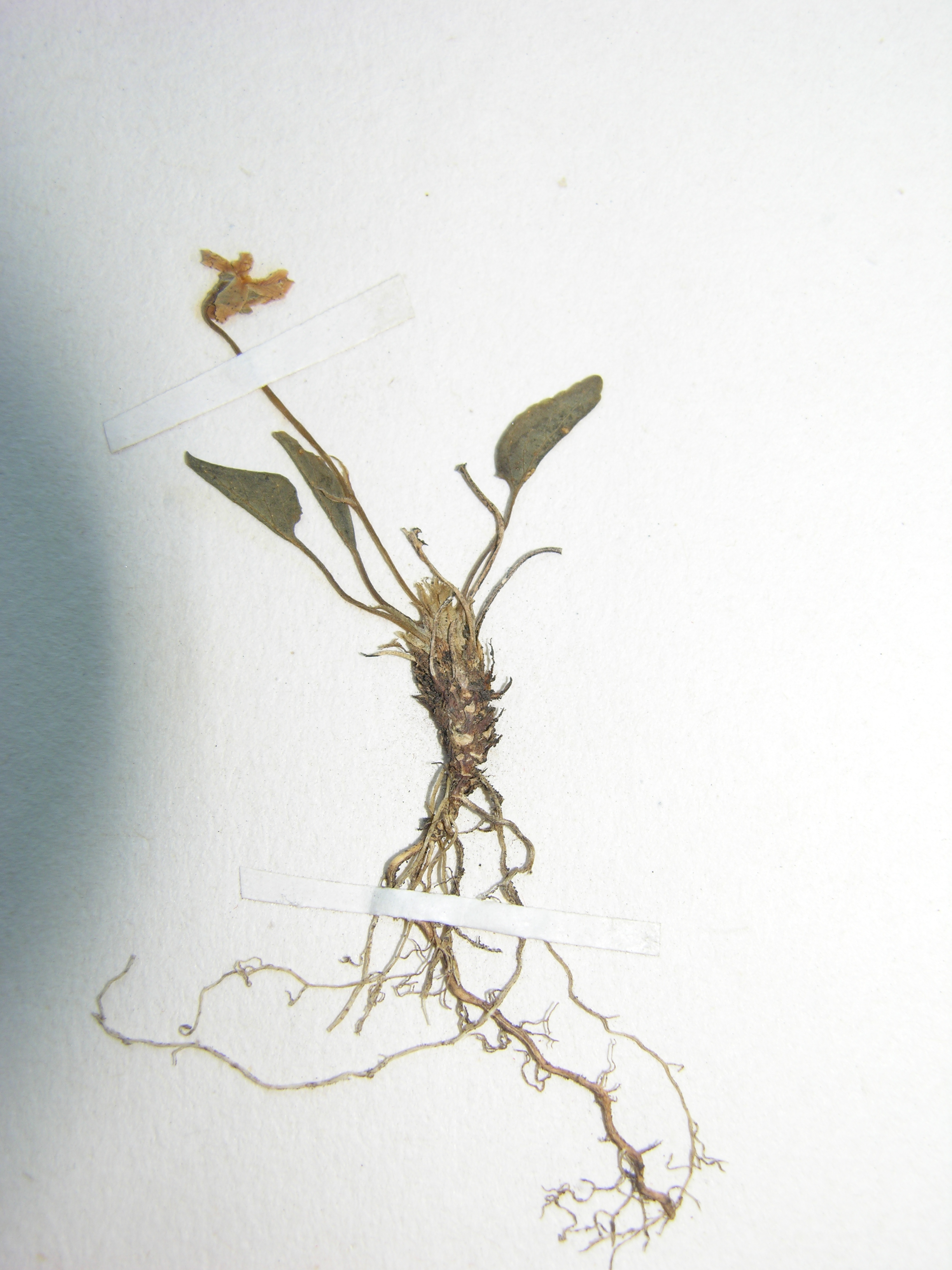
Belegpflanze Dörflers zu Viola vilaensis Hayek (syn. iola chelmea)
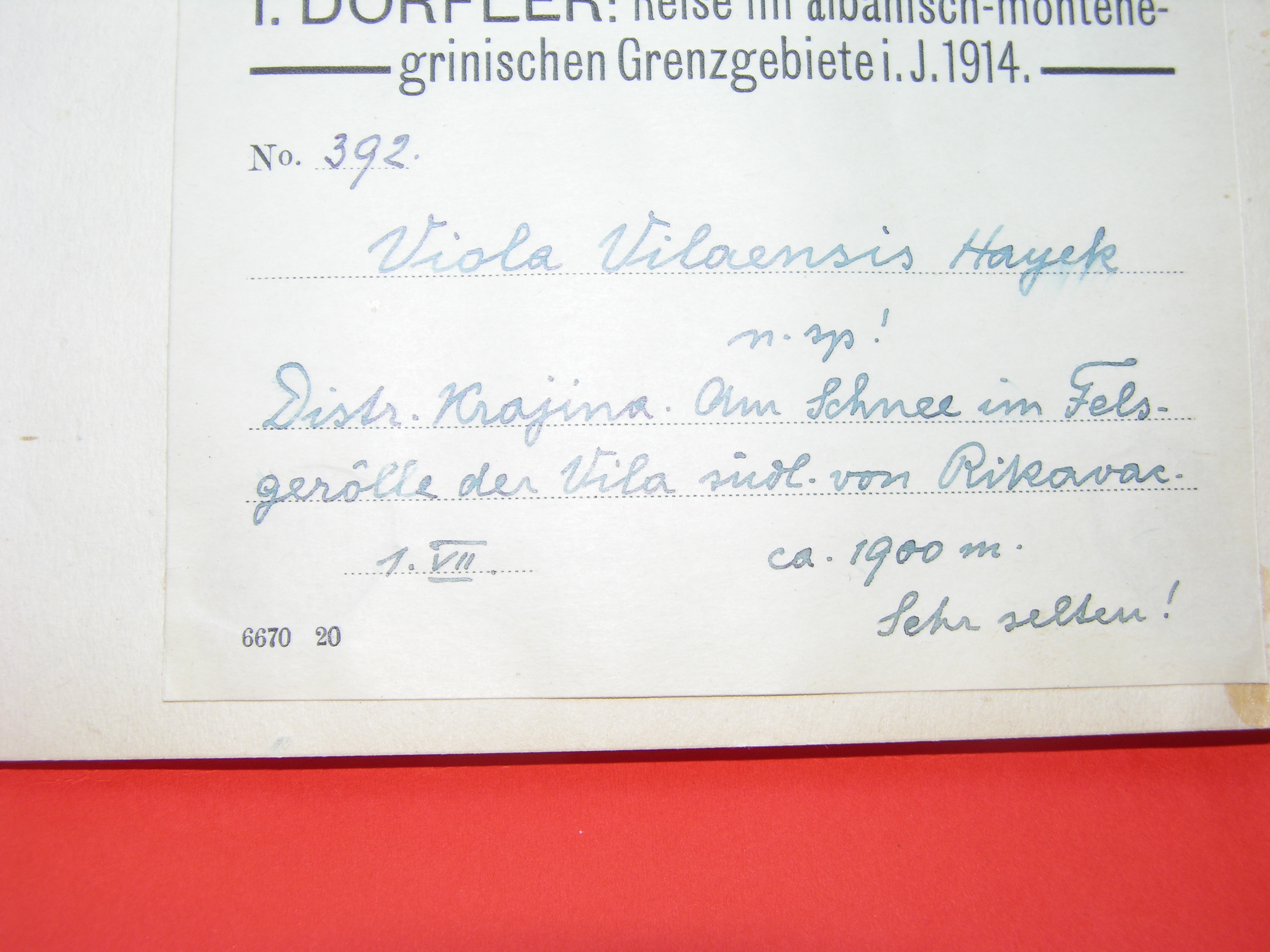
Dörflers Angaben zum Fundort

Ein weiterer unklarer Fund betrifft die von Günther Beck von Mannagetta und Lerchenau 1886 vom Prenj beschriebene Viola prenja Beck. Diese wurde nur einmal aufgesammelt und kann wegen mangelnder Vergleiche daher bis heute (Stand 2014) nicht eindeutig zugeordnet werden. Während Arpad Degen 1914 und Wilhelm Becker 1925 diese als wahrscheinlich zu Viola chelmea zugehörig vermuteten, so zog von Hayek 1918 eine Verwandtschaft zu Viola pyrenaica Ram. vor. Karl Maly vermutete 1923, nachdem er in der Schlucht der Prača Viola prenja für Bosnien bestätigen konnte, dass Becks Viola prenja womöglich nur eine Varietät von Viola pyrenaica darstellt. In der Flora Europaea wird Viola prenja als wahrscheinlich zu Viola pyrenaica zugehörend betrachtet. Die Blüten von Viola prenja wurden von Beck jedoch als wohlriechend bezeichnet, was für Viola chelmea nicht zutrifft.

### Verwandtschaftliche Beziehungen
Die Art Viola chelmea wurde nach der von Wilhelm Becker 1925 aufgestellten Klassifikation in eine eigene Serie Lignosae innerhalb der Sektion Nomimium in der Gattung Veilchen (Viola) gestellt.
Mit weiteren zehn Arten wird sie außerdem einer reliktischen Gruppe der Serie Eflagellatae zugeteilt. Es sind dies alles montane bis hochalpine Arten, die disjunkt in Mitteleuropa, Nordafrika und dem Mittleren Osten verbreitet sind.
In der Serie Eflagellatae stehen vier temperate Arten (Viola ambigua, Viola collina, Viola hirta und Viola thomasiana) mehreren Reliktarten (u. a. Viola chelmea, Viola libanotica, Viola pyrenaica und Viola sandrasea mit vier weiteren kleinasiatischen Arten) mit diskontinuierlichen Vorkommen gegenüber.

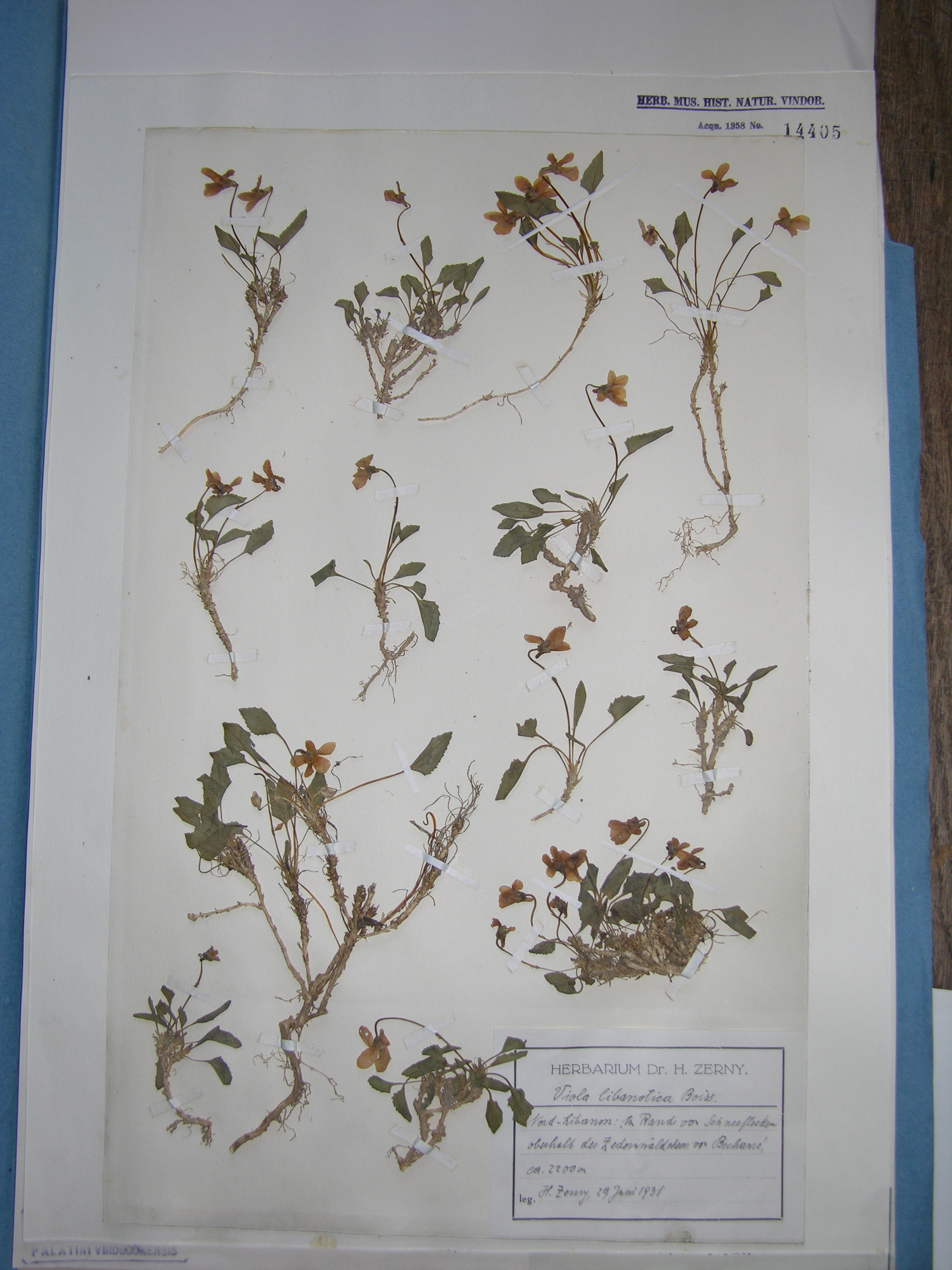
Viola libanotica Boiss., Nord-Libanon, Zedernwald

Zur engsten Verwandtschaft Viola chelmeas gehören die weiteren Arten der Serie Lignosae, die alle nur disjunkt im östlichen Mittelmeerraum verbreitet sind. Diese endemischen Veilchen finden ihr Diversitätszentrum auf der kleinasiatischen Halbinsel, wo fünf Arten vorkommen, sowie auf der Balkanhalbinsel, wo neben Viola chelmea zwei noch taxonomisch unklare Formen (Viola vilaensis, Viola prenja) dazugezählt werden. Dabei gilt, das sie möglicherweise keine phylogenetische Gruppe, jedoch vielmehr eine ökologische Gruppe stellen, die parallele Anpassungen an Trockenheit entwickelt haben. Die endemischen und mit Ausnahme von Viola libanotica Boiss. zumeist relativ spät (1938–2003) neu beschriebenen Arten der Veilchen aus der Serie Lignosae Kleinasiens sind Viola bocquetiana Yıld., Viola isaurica Contandr. & Quézel, Viola kizildaghensis Dinç & Yıld., Viola sandrasea Melch. und Viola yildirimlii Dinç &. Bağcı.

### Taxonomische Einordnung

#### Morphologische Systeme
Die Auffassung über die systematische Stellung der Art Viola chelmea hat mehrfach gewechselt. Becker stellte Viola chelmea 1910 erstmals in die neugeschaffene Gruppe der Scapigerae (= Acaules) als Lignosae ein. 1925 überarbeitete er sein System und schloss in den Lignosae nunmehr neben Viola chelmea, Viola prenja, Viola libanotica und Viola vilaensis ein. Als Hauptmerkmal der Serie gibt Becker das holzige Rhizom, die aufrechten Fruchtstiele und den waagrechten oder mehr aufwärts gerichteten Narbenschnabel an.
Zu einer anderen, wesentlich natürlicheren Einordnung kamen Melchior (1939) und Wilhelm Rössler (1943). Rössler wertete das Vorkommen oder Fehlen von Phloroglucingerbstoffzellen in den Blättern europäischer Veilchen für die Gruppensystematik aus. Inklusen waren zum Beispiel bei den Caulescentes (=Rostratae) und Repentes stets vorhanden, dagegen fehlten die „Exkretzellen“ bei den Acaules (= Uncinatae) und den Lignosae. Rössler hält die Lignosae für ursprüngliche Verwandte der Acaules. Dieselbe Ansicht äußerte Melchior auf Grund vergleichend-morphologischer Untersuchungen. Er betont die nahe phylogenetische Beziehung der Lignosae zu den Eflagellatae der Acaules.
Nach Melchior stellen der morphologische Sprossaufbau, die Verholzung der Achsen, die recht primitive Ausbildung von Griffel und Narbe, die geringe Variabilität der hierher gehörenden Arten und ihre disjunkte Verbreitung zu den Charakteren der Lignosae. Die Form des Griffels die Melchior bei Viola chelmea Boiss. & Heldr. einschließlich ssp. vratnikensis Gay. & Deg., Viola libanotica Boiss. und Viola vilaensis Hayek als gleichartig vorfand, stellte für ihn die Grundlage zur Beibehaltung der Lignosae, die er aber in die nächste Verwandtschaft zu den Eflagellatae stellt, in der sie eine eigene Serie bilden. Melchior nimmt an, dass zwischen den Lignosae und den Eflagelatae nähere phylogenetische Beziehungen bestehen, in der die Lignosae einen alten Verwandtschaftskreis bilden. Als reliktische Gruppe und strenge „Oreophyten“ haben sich die Lignosae nach den Eiszeiten nicht mehr ausbreiten können und sind dadurch auf disjunkte Vorkommen in Gebirgen beschränkt.
Alexander Schmidt bestätigte die Auffassung von Melchior und Rössler, für die er die Samen mit langen Elaisom, die in niederliegenden Kapseln gebildet und ausgestreut werden, zusätzlich mitanführt. Auch die von Schmidt untersuchte Chromosomenzahl 2n=20 von Viola chelmea ist bei den Acaules weit verbreitet; wenig differenzierte Chromosomen bilden bei den Acaules die Regel.
Einfachstes Unterscheidungsmerkmal zu den anderen eurasischen Veilchen der Sektion Viola sind die kleinen dreieckigen Blätter sowie insgesamt die geringe Wuchsform und die kleinen Blüten.

#### Genetische Systeme
Nach genetischen Vergleichsuntersuchungen von Allozymen dreier Populationen bei Viola chelmea subsp. chelmea in Griechenland (Chelmos, Dirphys, Kyllini), zeigte die Art keine spezielle Affinität zu anderen Arten der Sektion Viola.
Eine schwache Unterstützung für die Ansicht die Schmidt 1964 über eine putative Verwandtschaft mit Viola pyrenaica Ramond anstellte, liegt jedoch in einem privaten Allel zwischen den beiden Arten vor. Jedoch zeigte sie ebenso eine Verbindung in einem privaten Allel zu Viola hirta L. sowie Viola ambigua Waldst. & Kit.
Als modifizierendes Element in der Evolution von Viola chelmea vermutet Marcussen jedoch zusätzlich zur genetischen Einengung der disjunkten Verbreitung Hybridisierungsprozesse, für die er in den gefundenen Hybriden von Viola chelmea: Viola alba subsp. alba × chelmea und Viola chelmea × odorata Beispiele aufführt.